# 로바 분수

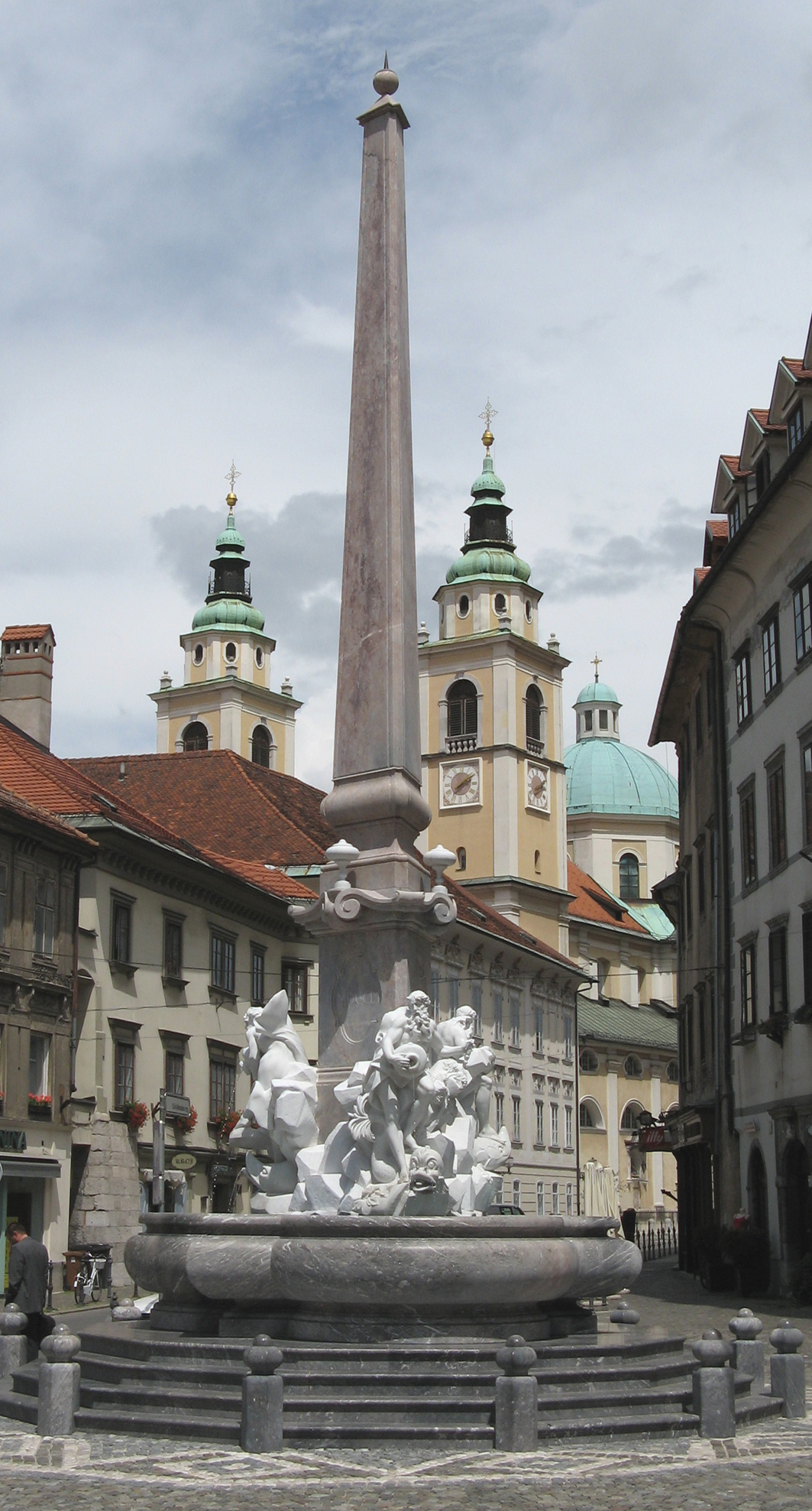
로바 분수

로바 분수(슬로베니아어: Robbov vodnjak)는 슬로베니아의 수도인 류블랴나에 있는 분수로, 류블랴나 시청사 앞에 있다. 1751년 이탈리아 조각가 프란체스코 로바가 만들었으며, 류블랴나의 가장 잘 알려진 랜드마크 중 하나다.